# Chmelnytsky
Chmelnytsky (Oekraïens: Хмельницький; Russisch: Хмельницкий; Pools: Chmielnicki) is een stad in het westen van Oekraïne en de hoofdstad van de gelijknamige oblast Chmelnytsky. Het is tevens het bestuurlijke centrum van het omliggende gelijknamige rayon Chmelnytsky, maar de stad zelf maakt daar geen deel van uit, omdat de stad gelijk valt met een stadsrayon. De stad Chmelnytsky heeft 253.994 inwoners (2001).
De stad ligt aan de rivier de Zuidelijke Boeg, in de historische regio Podolië.

## Geschiedenis
Chmelnytsky werd gesticht in 1493 onder de naam Proskoeriv (Russisch: Proskoerov), maar werd in 1954 hernoemd naar Chmelnytsky, ter ere van Bohdan Chmelnytsky.
De stad staat bekend om een serie pogroms die in de regio werden uitgevoerd. De laatste hiervan was op 15 februari 1919 en kostte het leven aan een geschat aantal van 1500 mensen.

## Diversen
De stad heeft een internationale luchthaven genaamd Aeroport Chmelnytsky.
Chmelnytsky is tevens de thuisbasis van de voetbalclub Podillja Chmelnytsky.